# Sour (Limp Bizkit)
Sour è il secondo singolo del gruppo musicale statunitense Limp Bizkit, estratto dall'album Three Dollar Bill, Yall$.

## Descrizione
Il testo della canzone parla di una relazione finita male mentre il video, che mostra il cantante Fred Durst mentre litiga con sua moglie, è probabilmente ispirato dall'ex moglie del cantante, che aveva chiesto il divorzio e gli aveva fatto causa costringendolo a un mese di carcere per aver aggredito il suo amante, per poi divorziare definitivamente da Durst.

## Formazione
- Fred Durst - voce
- Wes Borland - chitarra
- Sam Rivers - basso
- John Otto - batteria
- DJ Lethal - giradischi

Altri musicisti
- Scott Borland - tastiera